# BonelliErede
BonelliErede è uno studio legale italiano con sedi a Milano, Roma e Genova ed uffici all'estero ad Addis Abeba, Bruxelles, Cairo, Dubai e Londra.

## Storia
BonelliErede venne fondato nel 1999 dalla fusione di tre studi professionali: Bonelli e Associati, fondato nel 1996 a Genova da Franco Bonelli; Erede e Associati, fondato nel 1995 a Milano da Sergio Erede; Pappalardo e Associati, fondato nel 1992 da Aurelio Pappalardo. Nel 2015 in agosto muore Franco Bonelli, e lo studio ha assunto la sua denominazione attuale abbreviata (BonelliErede). 
Nel maggio del 2019 si è inoltre verificata la fusione tra BonelliErede e lo studio Lombardi e Associati. Nasce così un polo con 750 avvocati.
Nel 2019 è risultato il principale studio legale italiano ed il settimo in Europa per fatturato (194 milioni di euro).
Nell’ottobre del 2020 beLab, l’Alternative Legal Service Provider di BonelliErede, acquisisce una propria autonomia e diventa una società per azioni.
Il 19 marzo 2025, annuncia il progetto di consolidamento degli uffici di Milano in un'unica grande sede nell'area di Porta Nuova, tra Brera e Gae Aulenti. Il nuovo headquarter, di proprietà del fondo Atlas, accoglierà circa 600 persone di BonelliErede e beLab a partire dalla seconda metà del 2026 e si estenderà su due edifici per 15 piani complessivi, con una superficie di circa 15.000mq. 